# Blaž Crobath
Blaž Crobath, slovenski politik, pravnik in mecen, * 4. februar 1797, Železniki, † 13. julij 1848, Ljubljana.

## Življenje in delo
Gimnazijo in licej je obiskoval v Ljubljani. Na Dunaju je zaključil študij prava. Leta 1824 je v Ljubljani dobil mesto odvetniškega pripravnika. Leta 1833 je dobil samostojno advokaturo. Pri njem sta delala Matija Kastelic in France Prešeren, s katerima je tudi prijateljeval. V ta krog so spadali tudi Matija Čop, Andrej Smole, Ivan Jurij Toman, Emil Korytko. Korytko je leta 1837 nekaj časa pri njem celo stanoval in obedoval. Crobathov »ljubljanski salon« je bil zbirališče slovensko in slovansko prepričanih izobražencev in kulturnih delavcev.
Bil je član deželnega muzejskega društva, poslanec v deželnem zboru in odbornik Slovenskega društva. Na volitvah leta 1848 je kandidiral za državnozborskega poslanca.
Njegova najstarejša hči je pesnica Luiza Pesjak.